# コイデカメラ
株式会社コイデカメラ（英: KOIDE CAMERA Inc.）は、東京都杉並区に本社を置く、DPEやカメラ量販店のチェーンストアの運営を行う企業である。

## 概要
創業者の小出芳朗が、1951年（昭和26年）に東京都阿佐谷で個人経営の写真店として開業。翌1952年（昭和27年）に改組し、1968年（昭和43年）にチェーン展開を開始。1984年（昭和59年）に現在の社名に改称した。
関東地方を地盤に店舗展開しており、イトーヨーカ堂などの総合スーパー・ショッピングセンターでの、テナント出店や郊外ロードサイド店舗でDPE店を展開している。郊外ロードサイド店舗のうち中規模のものについては、店名に「総合館」の名称を付している。全ての店舗は直営店であり、フランチャイズ店は存在しない。また関東地方以外の地域での店舗展開も行っていない。
2003年からポイントカード兼会員カードである「フォトカード」を発行している。
店舗では従来のプリント注文機のほかに、セルフでプリントが可能なDNPフォトイメージングジャパン製セルフプリント機『PrintRush（プリントラッシュ）』や富士フイルム製セルフプリント機『プリンチャオ』も稼動している。

## 沿革
- 1951年 - 小出芳朗が阿佐谷に個人名義のカメラ店を創業。
- 1952年 - 芳朗を社長として有限会社小出写真機店設立。
- 1965年 - 株式会社小出カメラに改組、社名変更。
- 1984年 - 本部新社屋完成。株式会社コイデカメラに社名変更。
- 2000年 - 公式サイト開設。
- 2001年 - インターネットを利用したプリントサービス「ネットプリント」開始。
- 2003年 - フォトカード発行開始。
- 2011年4月1日 - 阿佐谷本店新店舗が開業。

## 店舗
関東地方1都3県に展開している。都県別の店舗数は以下の通り（2019年1月22日現在）。詳細は公式サイト内店舗案内を参照。
- 東京都 - 22店舗（区部10・多摩地域12）
- 神奈川県 - 10店舗（横浜市6・その他4）
- 埼玉県 - 11店舗（さいたま市5・その他11）
- 千葉県 - 13店舗（千葉市2・その他10、うち総合館1）

## ラジオCM
長年に渡り、TBSラジオで、「首都圏（放送時の店舗数）店舗、コイデカメラ! コイデいいのだ!」とのキャッチコピーを使ったCMを放送している。